# Film Stockholm
Filmkonsulenterna Region Stockholm är Stockholms läns regionala resurscentrum för film och video, drivet av Stockholms läns landstings kulturförvaltning på uppdrag av kulturnämnden, och med stöd från Svenska Filminstitutet.